# Sinibrama affinis
Sinibrama affinis är en fiskart som först beskrevs av Vaillant 1892.  Sinibrama affinis ingår i släktet Sinibrama och familjen karpfiskar. IUCN kategoriserar arten globalt som livskraftig. Inga underarter finns listade i Catalogue of Life.